# Louis Armstrong/Konzerte und Tourneen

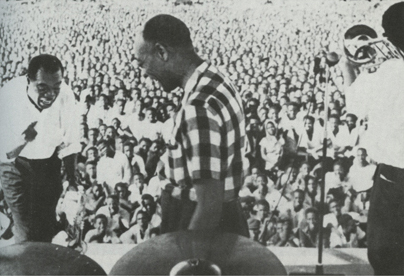
Louis Armstrong mit seiner Band in Ghana vor über 100.000 Zuschauern, 1956

Louis Armstrong war einer der bedeutendsten und einflussreichsten Musiker des 20. Jahrhunderts. Er gab zwischen 1918 und 1971 über zehntausend Konzerte auf allen Kontinenten. Es werden vor allem die Auftritte außerhalb der USA angegeben.

## Einleitung
Louis Armstrong gilt als der erste Weltstar der populären Unterhaltungsmusik. An den verschiedensten Orten der Welt löste er Begeisterung aus. Er brachte Interesse am Jazz nach Asien, Afrika und Südamerika, in den Ostblockländern half er, die ideologischen Vorbehalte dagegen aufzulösen.

„Herr Armstrong (...)  tritt in allen Staaten, auf allen Kontinenten auf. Er bläst seine Trompete für Schwarze und Weiße, für Juden, Araber, Katholiken und wie sie alle heißen. Wenn es sein muss, spielt Herr Armstrong auch für die Eskimos am Nordpol oder für die Pinguine am Südpol.“

Louis Armstrong wollte den Menschen Freude mit seiner Musik bringen.

„Ich möchte die Menschen glücklich machen mit meiner Musik.“

## Konzerte und Tourneen

### Übersicht
Louis Armstrong spielte in
- Europa 1932, 1933–1935, 1947, 1948, 1949, 1952, 1955, 1956, 1959, 1961, 1962, 1965, 1967, 1968, 1970 (davon in der Bundesrepublik Deutschland 1952, 1955, 1959, 1961, 1962, 1965, in Österreich 1952, 1961, in der Schweiz 1949, 1959, 1961, 1962, in der DDR und weiteren ostmitteleuropäischen Ländern 1965)
- Asien 1953 (Japan), 1963 (Japan, Südkorea, Hongkong), 1964 (Indien)
- Australien 1954, 1956, 1963, 1964
- Afrika 1956 (Goldküste), 1960, 1961
- Mittelamerika 1957 (Jamaika), 1960 (Jamaika)
- Südamerika 1957, 1962 (Chile).
- Naher Osten 1959 (Libanon, Israel)

Zu seinen bestbesuchten Auftritten gehörten die in Accra in Ghana mit etwa 110.000 Zuschauern (1956), in Jamaika mit etwa 100.000 Zuschauern (1957) und im Budapester Népstadion mit etwa 91.000 Zuschauern (1965).
Diese Übersicht enthält alle längeren Tourneen außerhalb der USA und Kanadas.

### 1932
- 9. Juli New York City, Abfahrt

Europa, Juli–Oktober
- (ca. 14.) Juli Plymouth (England), Ankunft[5]

- 18.–etwa 31. Juli London, Palladium, erste Konzerte in Europa, mit Tonaufnahmen am 25. Juli
- Anfang August Nottingham, Palace
- Anfang August Glasgow (Schottland), Empire, auf einer Varieté-Bühne mit drehbarem Hocker
- ... London, Victoria Palace
- ... London, Finsbury Park
- ... London, Trocadero
- ... London, Commodores
- 29. August London, Holborne
- ... York
- ... Liverpool
- ... Birmingham
- ... Oktober Paris

- ... 2. November New York, Hafen, Ankunft

### 1933
Europa, September 1933–Januar 1935
- 21.–mindestens 23. Oktober Kopenhagen (Dänemark), Tivoli, 8 Konzerte[6]
- ... Odense (Dänemark)
- ... Film København, Kalundborg og - ? (Dänemark), mitgewirkt
- 28. Oktober Stockholm (Schweden), Rundfunkaufnahmen
- ... Oktober Göteborg (Schweden), Konserthuset
- 3.(?) November Arnhem (Niederlande)[7]
- 12. November Den Haag (Niederlande), Dierenhuis (Zoo), Rundfunkaufnahme
- 29. und/oder 30. November Edinburgh (Schottland), Empire Theatre
- 30. November Dundee (Schottland), 22 Uhr, einziger Auftritt in dieser Stadt

### 1934
Europa
- 24. Februar Leicester (England)
- 7. November Paris, Rundfunkaufnahme

- 11. November Tournee durch Belgien, die Niederlande, die Schweiz, Frankreich, Italien begonnen[8]
- 20. November Antwerpen (Belgien), Dierentuin (Zoo), Festzaal
- 30. November Zürich (Schweiz), Tonhalle
- 4. Dezember Bern (Schweiz), Casino
- 5. Dezember Montreux (Schweiz), Casino

### 1935
- 16. Januar Turin, Teatro Chiarella, erste Auftritte in Italien, letztes bekanntes Konzert dieser Europa-Tournee
- 24. Januar Le Havre (Frankreich), Abfahrt
- 2. Februar New York, Ankunft

### 1947
- 2. Oktober Kopenhagen (Dänemark), K.B. Hallen, erstes Konzert in Europa seit 1935

### 1948
Frankreich 20. Februar–nach 3. März
- 20. Februar Paris-Orly, Aéroport (Flughafen)
- 22.–23. Februar Nizza (Frankreich), Théâtre Opéra, 3 Konzerte
- 25. Februar, Nizza, Festival International du Jazz
- 26. Februar Nizza, Théâtre Opéra
- 27.–28. Februar Nizza, Festival International du Jazz
- 2.–3. März Paris, Salle Pleyel

### 1949

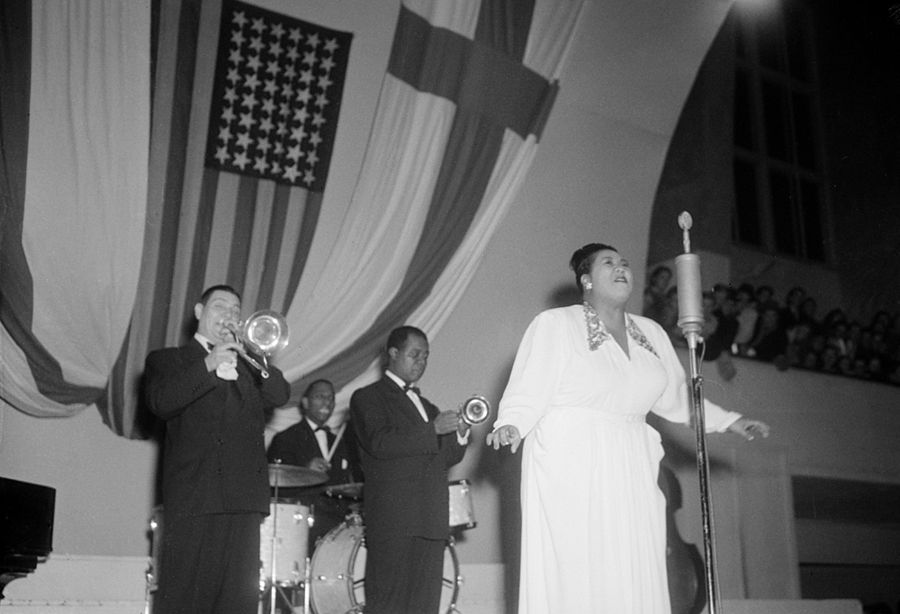
Louis Armstrong (hinten) mit Velma Middleton in Helsinki, 1949

Europa 4. Oktober–14. November, mit täglich fast immer mindestens zwei Konzerten
- 4. Oktober Stockholm (Schweden), Ankunft aus den USA
- 4. Oktober Stockholm, Kungliga Tennishallen, 2 Konzerte, je 5000 Zuschauer, wahrscheinlich auch an vier (oder fünf) weiteren Tagen in den nächsten Wochen[9][10]
- 5. Oktober Kopenhagen (Dänemark), K. B. Hallen
- ... Oktober Göteborg (Schweden), Konserthuset
- 11. Oktober Helsinki (Finnland)
- 15. Oktober Lausanne (Schweiz), Salle Métropole
- 17. Oktober Basel, Messe
- 18. Oktober Zürich, Kongreßhaus

- 21. Oktober Rotterdam, (Niederlande), Abflug
- 21. Oktober Mailand (Italien), Ankunft[11]
- 22.–23. Oktober Mailand, Teatro Odeon, 4 Konzerte
- 24. Oktober Triest, Teatro Rosetti, 2 Konzerte
- 24. Oktober Triest, US-Truppenstützpunkt, Konzert[12]
- 25. Oktober Turin, Teatro Reposi, 2 Konzerte
- 26.–27. Oktober Rom, Teatro Adriano, 3 Konzerte
- 28. (+27.?) Oktober Rom, Filmaufnahmen für „Botta e risposta“[13]
- 29. Oktober Rom, Castel Gandolfo, Privataudienz bei Papst Pius XII.[14]
- 29. Oktober Neapel, Ausfall des geplanten Konzertes, da die Instrumente noch nicht angekommen waren[15]
- 30. Oktober Neapel, Teatro Politeama, 2 Konzerte
- 31. Oktober Rom, Filmaufnahmen für „Botta e risposta“
- 1. November Genua, Teatro Augustus, 2 Konzerte
- 2. November (Busfahrt nach Paris)[16]
- 3.–4. November Paris, Salle Pleyel
- 5.–6. November Paris, Théâtre des Champs-Élysées
- 7. November Lyon, L’Opéra
- 8. November Marseille, Cinema Rex
- 9. November Bordeaux, Alhambra, letztes Konzert dieser Europa-Tournee
- 14. oder 15. November (Rückflug in die USA)

### 1952
Europa, spätestens 29. September–nach 29. November
- 29.–30. September Kopenhagen (Dänemark), K.B. Hallen[17]
- 4. Oktober Stockholm, Kungliga Tennishallen
- 5. Oktober Oslo (Norwegen), Colosseum Kino
- 8. Oktober Schiphol (Niederlande), Flughafen, Zwischenlandung
- 8. Oktober Brüssel (Belgien), Palais des Beaux Artes/Paleis voor Schonen Kunsten
- 9. Oktober Düsseldorf, erstes Konzert in Deutschland
- 11. Oktober Frankfurt am Main, Zoologischer Garten, Franz-Althoff-Bau, 2 Konzerte
- 12.–14. Oktober Berlin (West), Titania-Palast
- 15. Oktober Hamburg, Ernst-Merck-Halle, 2 Konzerte
- 16. Oktober Wuppertal, Thalia-Theater
- 17. Oktober Stuttgart, Kino Universum
- ... Oktober (oder November?) Essen, Lichtburg
- 20. Oktober Mannheim, Rosengarten[18]
- 21. Oktober Münster, Münsterland-Halle

- 22. Oktober Italien, Ankunft
- 25. Oktober Florenz (Italien), RAI-Studio, Rundfunkaufnahme
- 25. Oktober Prato (bei Florenz), Teatro Metastasio
- 26. oder 28. Oktober Rom, Filmaufnahmen The Road to Happiness
- 30. Oktober Florenz, Teatro Odeon
- ... Mailand (Milano), Teatro Nuovo
- 31. Oktober Italien, Abflug
- 2. November Amsterdam (Niederlande), Concertgebouw
- 5. November Basel (Schweiz), Messe, Festsaal
- 7. November Zürich, Kongresshaus
- 29. November Köln, Williamsbau

### 1953
Japan, Dezember 1953–Januar 1954
- ... Dezember Tokyo, Ankunft
- 6.–12. Dezember Tokio, Asakusa Kokusai Gekijou
- 14.–15. Dezember Osaka, Shouchiku-za
- 16. Dezember Kyoto, Shouchiku-za
- 19. Dezember Kobe, Shurakukan
- ... Sapporo
- ... mehrere US-Stützpunkte[19]
- 31. Dezember Yokohama

### 1954
- Januar Japan-Tournee beendet

Australien, 27. Oktober–nach 6. November
- 27. Oktober Sydney, Flughafen Mascot, Ankunft
- 27. Oktober Sydney, Stadium, 2 Konzerte
- 28. Oktober Melbourne, West Melbourne Stadium, 2 Konzerte
- 29.–30. Oktober Sydney, Stadium, 5 Konzerte
- 1.–4. November Melbourne, West Melbourne Stadium, 8 Konzerte
- 5.–6. November Sydney, Stadium, 5 Konzerte

### 1955
- 1. Mai London Empress Hall

Europa, spätestens 2. Oktober–nach 28. Dezember
- 2. Oktober Stockholm (Schweden), Konserthuset
- 6. Oktober Växjö (Schweden), Idrottshallen, 3000 Zuschauer
- 7. Oktober Lund (Schweden), Akademiska Föreningen (Academic Society), mit Tonaufnahmen
- 8. Oktober Oslo (Norwegen)
- 12.–13. Oktober Kopenhagen (Dänemark), K.B. Hallen
- 13. Oktober Kopenhagen (Dänemark), Studenterforeningen (Student’s Society), mit Tonaufnahmen (oder nur in K.B. Hallen?)[20]
- 14. Oktober Odense (Dänemark), Fynns Forum
- 15. Oktober Århus (Dänemark), Stadionhallen
- 16. Oktober Kiel, Ostseehalle
- 17. Oktober Hamburg, Ernst-Merck-Halle, Abbruch des Konzertes wegen Ausschreitungen, Ausfall des zweiten Auftritts
- 19. Oktober Dortmund, Westfalenhalle
- 26. Oktober Frankfurt am Main, Zoologischer Garten, Franz-Althoff-Bau
- 27. Oktober Berlin (West), Sportpalast
- 29. Oktober Den Haag (Niederlande), Houtrusthalle
- 29. Oktober Amsterdam, Concertgebouw
- 30. Oktober Brüssel (Belgien), Palais des Beaux Artes/Paleis voor Schonen Kunsten, 2 Konzerte

- 1. November Paris, Olympia, mit Ausschreitungen
- 7. November Zürich (Schweiz), Kongresshaus
- 9. November Basel, Messe, Festsaal
- 19. Dezember Mailand (Italien), Konzert mit Tonaufnahmen
- 21. Dezember Rom, wahrscheinlich Konzert
- 22. Dezember Rom, Abflug nach Barcelona
- 23. Dezember Barcelona (Spanien), Windsor Hotel, Hot Club, 3 Konzerte, ursprünglich waren je 2 Konzerte für den 22. und 23. Dezember geplant, wegen schlechten Wetters kam das Flugzeug aber zu spät an, mit heimlichen Tonaufnahmen, einzige Konzerte in Spanien überhaupt![21]
- 24. oder 25. Dezember Oostende (Niederlande)
- 28. Dezember Wien, Konzerthaus, erstes Konzert in Wien

### 1956
Australien, spätestens 5. April–nach 23. April
- 5.–7. April Melbourne, Palais Theatre, 9 Konzerte
- 9.–12. April Melbourne, Palais Theatre, 12 Konzerte
- 13.–14. April Sydney, Stadium, 5 Konzerte
- 16. April Brisbane, Stadium, 3 Konzerte
- 17. April Newcastle (Australien), 3 Konzerte
- 18.–21. April Sydney, Stadium, 9 Konzerte
- 23. April Adelaide Centennial Hall

Britische Goldküste (später Ghana), 23.–25. Mai
- 23. Mai Accra (Britische Goldküste, später Ghana), erster Aufenthalt in Afrika

Europa, Oktober
- 3. Oktober London, Ankunft
- 4.–13. Oktober London, Earl's Court, Empress Hall, je zwei Vorstellungen
- 15. Oktober Glasgow, Kelvin Hall
- 18. Oktober Liverpool, Stadium
- ... Manchester
- 18. Dezember London, Royal Festival Hall, mit British Philharmonic Orchestra, Benefizkonzert für Stiftung für ungarische Flüchtlinge, endete mit Missverständnissen[22]

### 1957

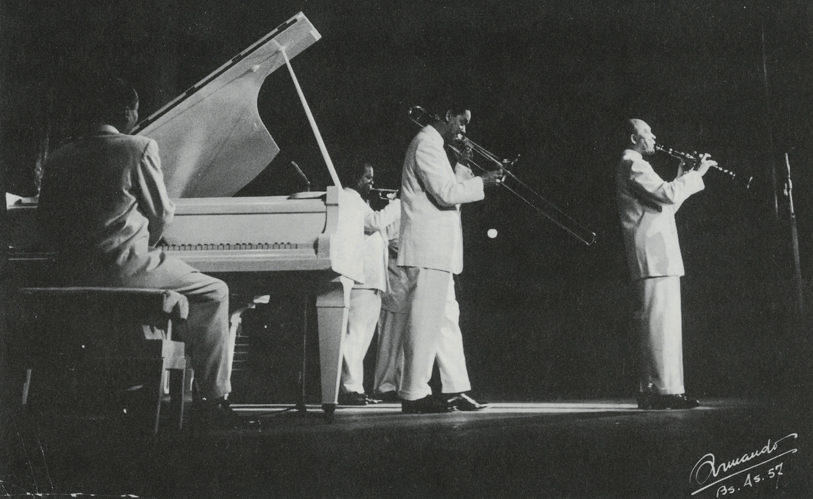
Louis Armstrong und seine Musiker in Buenos Aires, 30. Oktober 1957

- 15. Mai Kingston (Jamaika), Ankunft, mit vielen Menschen
- ... Mai Kingston, Carib Theatre, mehrere Tage
- 27. Oktober New York, Abflug

Südamerika, 28. Oktober–nach 30. November, mindestens 67 Konzerte in fünf Ländern
- 28. Oktober Buenos Aires (Argentinien), Flughafen, Ankunft
- 30. Oktober Buenos Aires (Argentinien), Konzert
- ... Buenos Aires, Teatro Colon, Konzert
- 12.+13. November Buenos Aires, Teatro Ópera, Konzerte, mit Rundfunkaufnahme, in diesem Theater gab es insgesamt 10 Konzerte
- 14. November Buenos Aires, letzter Aufenthalt
- 14. November Santiago de Chile, Flughafen, Ankunft
- 14.–15. November Santiago de Chile, Radio Cooperativa Vitalicio
- 14.–16. November Santiago de Chile, Teatro Astor, 6 Konzerte
- 17. November Caracas (Venezuela), Universidad Central

- ... November Montevideo (Uruguay), Cine Plaza, 5 Konzerte
- ... November Montevideo, Radio Carve, Rundfunk-Übertragung

- 21.–24. November São Paulo (Brasilien), Cine-Teatro Paramount, 7 Konzerte
- 24. November São Paulo, Ginasio do Ibiripuera, 1 Konzert, 8.000 Zuschauer
- 25. November (Rio de Janeiro?), erste TV-Life-Übertragung in Brasilien
- 27. November Rio de Janeiro, Treffen mit Präsident Kubitschek
- 28. November Rio de Janeiro, Konzert

- 29. November Caracas (Venezuela), Universidad Central
- 29. November Caracas Hotel Ávila, Konzert
- 1. Dezember oder später Caracas, Rückflug in die USA

### 1959
Europa und Nahost, 15. Januar– etwa 30. Mai
- 15. Januar Stockholm (Schweden), Ankunft
- 16.–18. Januar Stockholm, Konserthuset, 6 Konzerte
- 20. Januar Umeå (Schweden), Sporthallen
- 21.–22. Januar Kopenhagen (Dänemark), Falkoner Centret
- 23. Januar Ålborg, Aalborghallen
- 25. Januar Kopenhagen, Falkoner Centret
- 26. Januar Kopenhagen, Filmaufnahmen Kærlighedens Melodi[23]
- ... Odense (Dänemark), Fyns Forum, Riverside Jazzclub[24]
- 28. Januar Aarhus, Stadionhallen
- ... Göteborg (Schweden)
- ... Malmö (Schweden), Stadion von Malmö FF
- 31. Januar ... (Schweden)
- 2.–3. Februar Oslo (Norwegen), Nordstrandshallen
- 4. Februar Antwerpen (Belgien), mit Tonaufnahmen
- 7. Februar Den Haag (Niederlande), Houtrust-Hallen
- 7. Februar Amsterdam, Concertgebouw
- 9. Februar Kiel, Ostseehalle
- 11. Februar Berlin (West), Sportpalast
- 12. Februar Hannover, Niedersachsenhalle, vorher Eintrag in das Goldene Buch der Stadt[25]
- 12. Februar Hildesheim, Sporthalle, 17:30 Uhr
- 13. Februar Wolfsburg, Stadthalle
- 15. Februar Stuttgart, Liederhalle
- 16. Februar Frankfurt am Main, Zoologischer Garten, Franz-Althoff-Bau
- ... Februar Freiburg im Breisgau
- 22. Februar Wien, Stadthalle
- 23. Februar Hamburg, Filmaufnahmen Die Nacht vor der Premiere
- 25. Februar Berlin (West), Filmaufnahmen Auf Wiedersehen
- 28. Februar+1. März London, Gaumont State Theatre
- 3. März Leeds (GB), Odeon Theatre
- 4. März Newcastle, Odeon
- 5. März Birmingham, Odeon
- 6. März Bristol, Colston Hall
- 7. März London, Odeon, Tottenham Court Road
- 8. März Croydon, Davis Theatre
- 9. März Manchester, Kings Hall at Belle Vue
- 10. März Glasgow, Odeon Theatre
- 11. März Leicester, De Montfort Hall
- 13.–19. oder 20. März Antwerpen (Belgien), Zaal Oud België/Belgique Ancienne, wahrscheinlich täglich zwei Konzerte, am 15. März drei Konzerte, eine Tonaufnahme mit einer der wenigen vollständigen Konzertmitschnitte in dieser Zeit
- 21. März, Gent (Belgien), t'Kuipke
- 22.–23. März Brüssel, Cirque Royal/Koninglijk Circus
- 24. März Zürich (Schweiz), Hallenstadion, mit Ausschreitungen und Wasserwerfereinsatz
- 1. April Ljubljana (Jugoslawien), 1:30 nachts, mit fünfeinhalbstündiger Verspätung wegen Wetterunbilden[26]
- 2. April Belgrad (Jugoslawien), Dom Sindikata, 2 Konzerte[27]
- 6.–9. April Beirut (Libanon), UNESCO Palace, 6 Konzerte
- 13. April Beirut Flughafen, Abflug
- 13. April Lod (Israel), Flughafen Ben Gurion, Ankunft[28]
- 14. April Tel Aviv, Votre Music Hall
- 24. April Lod, Flughafen, Abflug nach Rom
- 25. April Rom, TV-Aufnahme
- 26. April Rom, Supercinema
- ... Mailand
- 7. Mai Marina di Pietrosanta (Italien), La Bussola, mit Filmaufnahmen
- ... Mai Paris
- 9. Mai Enschede (Niederlande), Stadion Het Diekman
- 10. Mai Blokker (Niederlande), Festival mit 6000 Besuchern
- 12. Mai Basel, Messe, Festsaal
- 17. Mai Ljubljana (Jugoslawien)
- 20. Mai Berlin (West), Filmaufnahmen zu La Paloma
- 28. Mai Berlin (West), Deutschlandhalle
- 3.–4. Juni St. John’s (Newfoundland, Canada), Memory Stadium, Konzerte nahe des Polarkreises
- 23. Juni Spoleto (Italien), Herzinfarkt vor einem geplanten Konzert, dieses wurde dann ohne ihn von The All Stars gespielt[29]
- 23.–etwa 26. Juni Spoleto, Krankenhaus, dann zurück nach New York

### 1960
- ... Kingston (Jamaica), Konzerte
- 12. Oktober London, Ankunft aus New York, Pressekonferenz im Mayfair Hotel über bevorstehende Afrika-Tournee

Afrika, 14. Oktober–4. Dezember
- 14. Oktober Accra (Ghana), Ankunft
- 17.– 23. oder 24. Oktober Lagos (Nigeria), und weitere Orte[31]
- 24.–27. oder 28. Oktober Yaounde (Kamerun)
- 28. Oktober Brazzaville (Republik Kongo), Konzert
- 28.–30. Oktober Leopoldville (Demokratische Republik Kongo, später Zaïre)
- 28. Oktober Leopoldville, Konzert
- 30. Oktober Kampala (Uganda), Ankunft[32]
- 31. Oktober Kampala, Konzert
- 2. November Kampala, Konzert
- ... November Nairobi (Kenia)
- ... November Katungu (Kenia)
- ... November Dar-es-Salaam (Tanganyika)
- ... November Lusaka (Rhodesien und Nyasaland), Konzert mit Tonaufnahmen
- ... November Elizabethville/Elizabethstad (Katanga, Belgisch Kongo), Konzert mit Tonaufnahmen
- ... November Lomé (Togo)
- ... –4. Dezember Abidjan (Cote d’Ivoire/Elfenbeinküste)

Frankreich 5.–nach 14. Dezember
- 5. Dezember Paris-Orly, Flughafen, Ankunft aus Abidjan
- ... Dezember Paris, Filmaufnahmen für „Paris Blues“
- 14. Dezember Paris, Aufenthalt

### 1961
Europa, spätestens 1. Januar–9. Januar
- 1. Januar Nizza (Frankreich), Flughafen, Ankunft
- 1. Januar Nizza, Casino, Konzert
- 7. Januar Gstaad (Schweiz), Le Palace, Konzert, zu den Gästen gehörte der König von Thailand
- Afrika, 10.–29. Januar:
  - 10. Januar Dakar (Senegal), Ankunft
  - ... Januar Mali
  - 14. Januar Bericht über starke Erschöpfungszustände der Musiker, in der US-Zeitung Afro American
  - 16. Januar Freetown (Sierra Leone), Konzert, bei dem die Sängerin Velma Middleton zusammenbricht, sie stirbt im Februar
  - ... Januar Liberia
  - 27. Januar Kairo (Ägypten), Ankunft, mit Journalisteninterviews
  - 28. Januar Gizeh bei Kairo, Besuch der Pyramiden, mit Trompetenspiel auf einem Dromedar (Foto)
  - 28. Januar Kairo, spontanes Konzert für etwa 500 Kinder vor einem medizinischen Zentrum für Tuberkulose Waisenhaus bei der Rückfahrt in die Stadt, danach ein offizielles Konzert
  - 29. Januar Kairo, Abflug nach Nizza

Europa, 29. Januar–nach 17. Februar
- 29. Januar–2. Februar Nizza (Frankreich) (? Grand Prix du Disques verliehen, zu einem unbekannten Datum 1961)
- 2. Februar Düsseldorf, Flughafen, Ankunft aus Nizza
- 2. Februar Essen, Grugahalle
- ... Februar Hamburg
- 8. Februar Wien
- 10. Februar Zürich, Kongresshaus
- 12. Februar Bern, Festhalle
- 13. Februar Berlin (West), Deutschlandhalle
- 14. Februar Dortmund, Westfalenhalle, 7000 Besucher
- 16. Februar Stockholm (Schweden), Kungliga Tennishallen, mit Tonaufnahmen
- 17. März (oder Februar?) Göteborg (Schweden), Mässhallen
- ... Kopenhagen (Dänemark), K.B. Hallen
- ... Århus (Dänemark), Stadionhallen
- ... Ålborg (Dänemark), Kongres & Kultur Center
- 5. März New York, TV-Show (CBS)
- ... Oktober Frankfurt am Main, Flughafen, Zwischenstopp nach Berlin
- 8. Oktober Berlin (West), Sportpalast, Ed Sullivan Show (CBS), für US-Truppen (zwei Monate nach dem Mauerbau)

### 1962
Europa, spätestens 5. April–nach 29. Mai
- 5. April Zürich, Kongresshaus, 2 Konzerte
- 6. April Frankfurt am Main, Kongreßhalle
- 7. April München, Deutsches Museum
- 8. April Münster, Münsterlandhalle[33]
- 8. April Dortmund, Westfalenhalle, 17 Uhr, 8000 Zuschauer[34]
- ... April Stuttgart, Liederhalle
- 12. April Hildesheim[35]
- 14. April Hamburg, Musikhalle, 2 Konzerte
- 15. April Berlin (West), Sportpalast
- 17.–18. April Rom, Teatro Brancaccio
- 18. April Rom, RAI-Studio, TV-Sendung „Il Signore delle 21“
- 22. April Paris-Orly, Aéroport, Konzert bei der Ankunft
- 24. April Paris, Olympia
- 25. April Belfast (GB, Nordirland), Kings Hall, Balmoral
- 28. April London, Royal Festival Hall[36]
- 5. Mai London, Finsbury Park Astoria
- 7. Mai Bristol, Colston Hall
- 8. Mai Sheffield, City Hall
- 10. Mai Leeds, Odeon
- 11. Mai Newcastle, City Hall
- 13. Mai London, Odeon, Hammersmith[37]
- 15.–16. Mai München, Bayerischer Rundfunk, TV-Show
- 17. Mai Nizza (Frankreich), Palais des Expositions
- 22. Mai Paris, Olympia
- 23.–25. Mai Stockholm (Schweden), Gröna Lund, Stora Scenen (HF)
- 25. Mai Stockholm, Cirkus, TV-Aufnahme, gesendet am 29. September (Nordvision telecast)
- 26. Mai Gävle (Schweden), Furuviksparken (HF)
- 27. Mai Helsinki (Finnland), Messuhalli
- 28. Mai Kopenhagen (Dänemark), Tivoli
- 29. Mai Kopenhagen, Abflug nach New York und Chile

Chile, 1.–4. Juni
- 1. Juni Santiago de Chile, Flughafen, Ankunft[38]
- 2. Juni Santiago de Chile, San Martin, Avenida Libertador Bernardo O’Higgins, Konzert, an diesem Tag fand dort auch das wichtige Fußball-WM-Spiel Chile–Italien (2:0) statt
- 3. Juni Valparaíso (Chile), Parque Alejo Barrios
- 4. (oder 3.?) Juni Chile, Abflug wahrscheinlich in die USA
- 23. Dezember Guantanamo, US-Stützpunkt (auf der Insel Kuba)

### 1963
Australien und Asien, März–etwa Mai
- März Sydney (Australien), Ankunft, danach Tournee durch das Land
- 5. April Hongkong, City Hall, Einweihung[39]
- 10. April Seoul (Südkorea), Walker Hill Resort, Clover Club, US-Stützpunkt, Einweihung
- 13. April Melbourne, TV-Konzert
- Ende April bei Seoul (Südkorea), Truppenstützpunkt, auch weitere Orte im Land
- danach Japan-Tournee

### 1964
- Ende November (wahrscheinlich Sydney) Australien, TV-Show (gesendet Anfang 1965)[40]
- nach 1. Dezember Bombay (Indien), Rang Bhavan und Shanmukhavanda Hall, zur gleichen Zeit fand dort der katholisch-ökumenische Eucharistic Congress mit über 100.000 Menschen und dem Papst statt[41]

### 1965
Europa, spätestens 10. März–9. April
- 10. März Kopenhagen (Dänemark), Ankunft (wahrscheinlich aus den USA),
- 10. März Kopenhagen, Tivoli, Konzert
- 10. März Prag (ČSSR), Ankunft
- 12.–18. März Prag, Palác Lucerna, Velký Sál (Großer Saal), 9 Konzerte, mit LP[42][43]
- 19. März Berlin-Schönefeld, Ankunft
- 20.–22. März Ost-Berlin, Friedrichstadtpalast, 6 Konzerte, 18.000 Zuschauer, mit Ella Fitzgerald am 20. März[44][45]
- 23.–24. März Leipzig, Messehalle, 4 Konzerte, 12.000 Zuschauer[46]
- 25. März Frankfurt am Main, Jahrhunderthalle, ZDF-Show Der goldene Schuß
- 27.–28. März Bukarest (Rumänien), Sălii Palatului (Säle des Präsidentenpalastes), 4 Konzerte[47]
- (keine Auftritte in Sofia (Bulgarien), wegen angeblicher Sicherheitsmängel abgesagt)
- 2. April Novi Sad (Jugoslawien), Sajmište, Sporthalle[48]
- (3. April?) Belgrad (Jugoslawien)
- 4. April Ljubljana (Jugoslawien), Tivoli Hall
- 5. April Berlin (DDR), Friedrichstadtpalast, 2 Konzerte, 6.000 Zuschauer[49][50]
- 6. April Erfurt, Thüringenhalle, 2 Konzerte, 6.000 Zuschauer
- 7. April Magdeburg, Hermann-Gieseler-Halle, 2 Konzerte, 4.500 Zuschauer
- 8. April Schwerin, Sport- und Kongreßhalle, 1 Konzert, 3.000 Zuschauer, das zweite geplante Konzert fiel aus wegen zu geringer Nachfrage[51]
- 9. April Barth bei Rostock, Rückflug in die USA

Europa, spätestens 23. Mai–nach 9. Juni
- 23. Mai Schiphol (Niederlande), Flughafen, Ankunft
- 26. Mai Blokker (Niederlande), Festival, etwa 1500 Besucher
- 29. Mai München, Zirkus Krone
- 3. Juni London
- 5. (+4.?) Juni Paris
- 9. Juni Budapest (Ungarn), Népstadion, 91.000 Zuschauer
- 10. Juni Malmö (Schweden), Folkets Park, Skånefestivalen

### 1967
Europa, 23.–nach 27. Juli.
- 23. Juli Dublin (Irland), Flughafen, Ankunft
- 23. Juli Dublin, Adelphi Cinema, einziges Konzert in Irland überhaupt
- 24. und/oder 25. Juli Kopenhagen, Odd Fellow Palæet, mit Tonaufnahmen
- 26.–27. Juli Juan-les-Pins, Jazz à Juan, Festival

### 1968
- 2.–3. Februar San Remo, Festival della Canzone Italiana
- 9. Februar Vatikan, Privataudienz bei Papst Paul VI.
- 18.–19. Juni Batley (Großbritannien), Variety Club
- 2. Juli London, BBC-Show
- ... London, Victoria Palace Theatre
- ... London, Hammersmith Odeon

### 1970
- 28. Oktober (?) Nashville, Tennessee, The Johnny Cash Show, TV (wahrscheinlich Aufzeichnung?)
- 28. Oktober London, Charity Concert
- 29. Oktober London, Finsbury Park Astoria, letztes öffentliches Konzert in Europa
- 29. Oktober London, Hotel Savoy, Empfang der königlichen Familie

## Geschichten
- Die Tourneen nach Afrika (1960 und 1961) und nach Chile (1962) wurden vom US-Außenministerium im Rahmen seiner Förderprogramme für Auslandstourneen prominenter Jazzmusiker maßgeblich unterstützt. Damit sollte die Attraktivität der westlichen Kultur in ärmeren Staaten gestärkt werden, um sie davon abzuhalten, sich stärker dem sowjetischen Einfluss zuzuwenden.
- Louis Armstrong spielte bei seinen Auslandsreisen öfter auch in US-Militärstützpunkten, zum Beispiel in Japan 1953 (während des Koreakrieges), in Südkorea 1963 und in West-Berlin 1961 (zwei Monate nach dem Mauerbau).
- Die Veranstaltungsleiterin der Konzerte in Düsseldorf, Essen, Wuppertal und Köln beantragte 1957 vergeblich die rechtlich mögliche Herabsetzung der Vergnügungssteuer für die Konzerte, da diese künstlerisch anspruchsvolle Musik böten. Die Gerichte verweigerten dies nach fünfjährigen ausgiebigen Untersuchungen, da dort auch artistische Kunststückchen vorgeführt wurden und der Bassist mit seinem Kontrabass tanzte.[52]
- Der Tourbus konnte am 7. April 1965 in der DDR nicht über die Autobahn von Berlin nach Magdeburg fahren, da diese an diesem Tag von der sowjetischen Armee für ein Manöver gesperrt wurde. Damit sollte der Transitverkehr von Westdeutschland nach West-Berlin verhindert werden, da dort eine Bundestagssitzung stattfand, die nach sowjetischer Ansicht dem Vier-Mächte-Status Berlins widersprach. Auf der Landstraße hatte der Bus eine Panne und bei dem ungeplanten Zwischenstopp in Genthin bekam Louis Armstrong keine Bockwurst in der Gaststätte, nur Bier, Schulkinder dafür aber unverhofft wertvolle Autogramme.[53]

## Dokumente
Informationen zu den einzelnen Konzerten und Tourneen finden sich vor allem in regionalen Tageszeitungen, Musikzeitschriften, Zeitzeugenberichten, Konzertprogrammen, Film- und Musikmitschnitten und weiteren Dokumenten, auch in Stadt- und Landesarchiven. Das Louis Armstrong House Museum in New York hat ein umfangreiches Archiv mit vielen Tonaufnahmen, Fotos und weiteren Dokumenten.
Die zuverlässigste Monographie zu den einzelnen Auftrittsorten und -terminen ist
- Klaus Stratemann: Louis Armstrong on the Screens. Copenhagen 1996, die sehr präzise und zuverlässig erstellt wurde und in fraglichen Details tendenziell meist die korrekten Angaben enthält.

Sehr informativ ist auch die Diskographie
- Jos Willems: All Of Me. The Complete Discography of Louis Armstrong. 2006, die fast alle Tonaufnahmen verzeichnet, in Details der äußeren Umstände aber in Einzelfällen ungenauer ist.

Der engagierteste Experte für die Tourabläufe ist Håkan Forsberg aus Uppsala in Schweden, der auf Nachfragen schon mehrere Monatslisten erstellte. Auch Ricky Riccardi, der Forschungsdirektor des Louis Armstrong House Museum ist ein großer Kenner der Biographie des Musikers, seine Schwerpunkte liegen aber vor allem im musikalischen Bereich. Auch die Webseiten von Michael Minn und der Dippermouth Blog bieten viele akribisch recherchierte Angaben zu Leben und Werk von Louis Armstrong.